# Hylobius
Hylobius är ett släkte av skalbaggar som beskrevs av Ernst Friedrich Germar 1817. Hylobius ingår i familjen vivlar.

## Bildgalleri

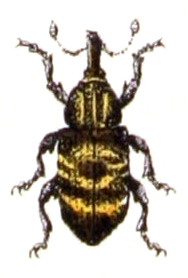

## Dottertaxa tillHylobius, i alfabetisk ordning[1][2]
- Hylobius abietis
- Hylobius acleeoides
- Hylobius adachii
- Hylobius adspersus
- Hylobius albonotatus
- Hylobius albopunctatus
- Hylobius albosetosus
- Hylobius albosparsus
- Hylobius alpheus
- Hylobius alutaceus
- Hylobius americanus
- Hylobius angustior
- Hylobius angustus
- Hylobius aphya
- Hylobius arcticus
- Hylobius arrogans
- Hylobius assimilis
- Hylobius capra
- Hylobius capreolatus
- Hylobius clathratus
- Hylobius confusus
- Hylobius congener
- Hylobius consimilis
- Hylobius cribratus
- Hylobius desbrochersi
- Hylobius distinctus
- Hylobius ducatus
- Hylobius elongatus
- Hylobius erythrorhynchus
- Hylobius excavatus
- Hylobius exsculptus
- Hylobius fasciatus
- Hylobius fatuus
- Hylobius faunus
- Hylobius freyi
- Hylobius fulvopictus
- Hylobius gebleri
- Hylobius gibbosus
- Hylobius graecus
- Hylobius grandis
- Hylobius guttatus
- Hylobius haroldi
- Hylobius heros
- Hylobius huguenini
- Hylobius inaccessus
- Hylobius japonicus
- Hylobius juniperi
- Hylobius laeviventris
- Hylobius lateralis
- Hylobius litigiosus
- Hylobius longicollis
- Hylobius longulus
- Hylobius longus
- Hylobius macellus
- Hylobius macilentus
- Hylobius maculatus
- Hylobius mesopotamicus
- Hylobius moestus
- Hylobius montanus
- Hylobius niitakensis
- Hylobius norvegicus
- Hylobius notatus
- Hylobius oblongus
- Hylobius ocellifer
- Hylobius ocularis
- Hylobius pales
- Hylobius papulosus
- Hylobius perforatus
- Hylobius perlatus
- Hylobius pertusus
- Hylobius picatus
- Hylobius piceus
- Hylobius picivorus
- Hylobius pinastri
- Hylobius pineti
- Hylobius pini
- Hylobius pinicola
- Hylobius pipitzi
- Hylobius pollinosus
- Hylobius pulverulentus
- Hylobius radicis
- Hylobius rectirostris
- Hylobius roelofsi
- Hylobius rubidus
- Hylobius rugicollis
- Hylobius rugulosus
- Hylobius rusticus
- Hylobius sedakovi
- Hylobius semirufescens
- Hylobius signatipennis
- Hylobius signatus
- Hylobius sinuatus
- Hylobius sparsutus
- Hylobius stellifer
- Hylobius stupidus
- Hylobius subfasciatus
- Hylobius sublaevis
- Hylobius subtilis
- Hylobius sulcipennis
- Hylobius taeniatus
- Hylobius tigrinus
- Hylobius torpidus
- Hylobius transversovittatus
- Hylobius tristis
- Hylobius warreni
- Hylobius verrucipennis
- Hylobius vossi